# Leif Hansson
Leif Hansson (* 18. März 1946 in Ystad) ist ein ehemaliger schwedischer Radrennfahrer und nationaler Meister im Radsport.

## Sportliche Laufbahn
Hansson war Teilnehmer der Olympischen Sommerspiele 1972 in München und 1976 in Montreal. Im olympischen Straßenrennen 1972 schied er beim Sieg von Hennie Kuiper aus. Im Mannschaftszeitfahren 1972 belegte das schwedische Team mit Leif Hansson, Lennart Fagerlund, Tord Filipsson und Sven-Åke Nilsson den 6. Platz. Im olympischen Straßenrennen 1976 konnte er das olympische Straßenrennen nicht beenden.
1973 gewann er mit Lennart Fagerlund, Tord Filipsson und Sven-Åke Nilsson die Bronzemedaille im Mannschaftszeitfahren der UCI-Straßen-Weltmeisterschaften.
1970 war er im nationalen Titelrennen im Mannschaftszeitfahren erfolgreich. Mit ihm holten Sune Wennlöf, Jupp Ripfel und Sten Andersson den Titel. 1971 gewann er die nationale Meisterschaft im Mannschaftszeitfahren gemeinsam mit Lars Ericsson und Jan Persson. In der Meisterschaft der Nordischen Länder war er in dieser Disziplin mit Jupp Ripfel, Sune Wennlöf, und Sten Andersson erfolgreich. 1972 verteidigte er mit Lennart Fagerlund, Tord Filipsson und Sven-Åke Nilsson den Titel. 1973 standen Tord Filipsson, Bernt Johansson und Sven-Åke Nilsson mit ihm als Sieger auf dem Podium. 1974 gewann er mit Lennart Fagerlund, Tord Filipsson und Sven-Åke Nilsson diesen Tite erneut. 1974 wurde er Vize-Meister im Straßenrennen in Schweden hinter Bernt Johansson.
1969 gewann Hansson eine Etappe der Schweden-Rundfahrt. 1972 war er Zweiter der Berliner Etappenfahrt hinter Erwin Tischler.
Die Internationale Friedensfahrt fuhr er 1976 und wurde 32. der Gesamtwertung. Im Rennen der UCI-Straßen-Weltmeisterschaften 1975 wurde er als 7. klassiert. 1976 wurde er Dritter der Schweden-Rundfahrt.